# 浦上川
浦上川（日语：うらかみがわ）是流经长崎县长崎市及西彼杵郡长与町的二级河流，从长崎市北部向南流，注入长崎港，与中岛川一起作为长崎市中心的主要河流。

## 流域
浦上川发源于长崎市中心东北部呈碗状地形的前岳（海拔366米）。它向西南流经畦別当山、犬继山和川平山，在大手町附近与三川川和大井手川汇合。它随后向南流去，汇聚了其他几条支流，在大桥附近与城山川汇合，流入长崎港。该河流的流域面积为38.6平方公里，河道长度为13.3公里。

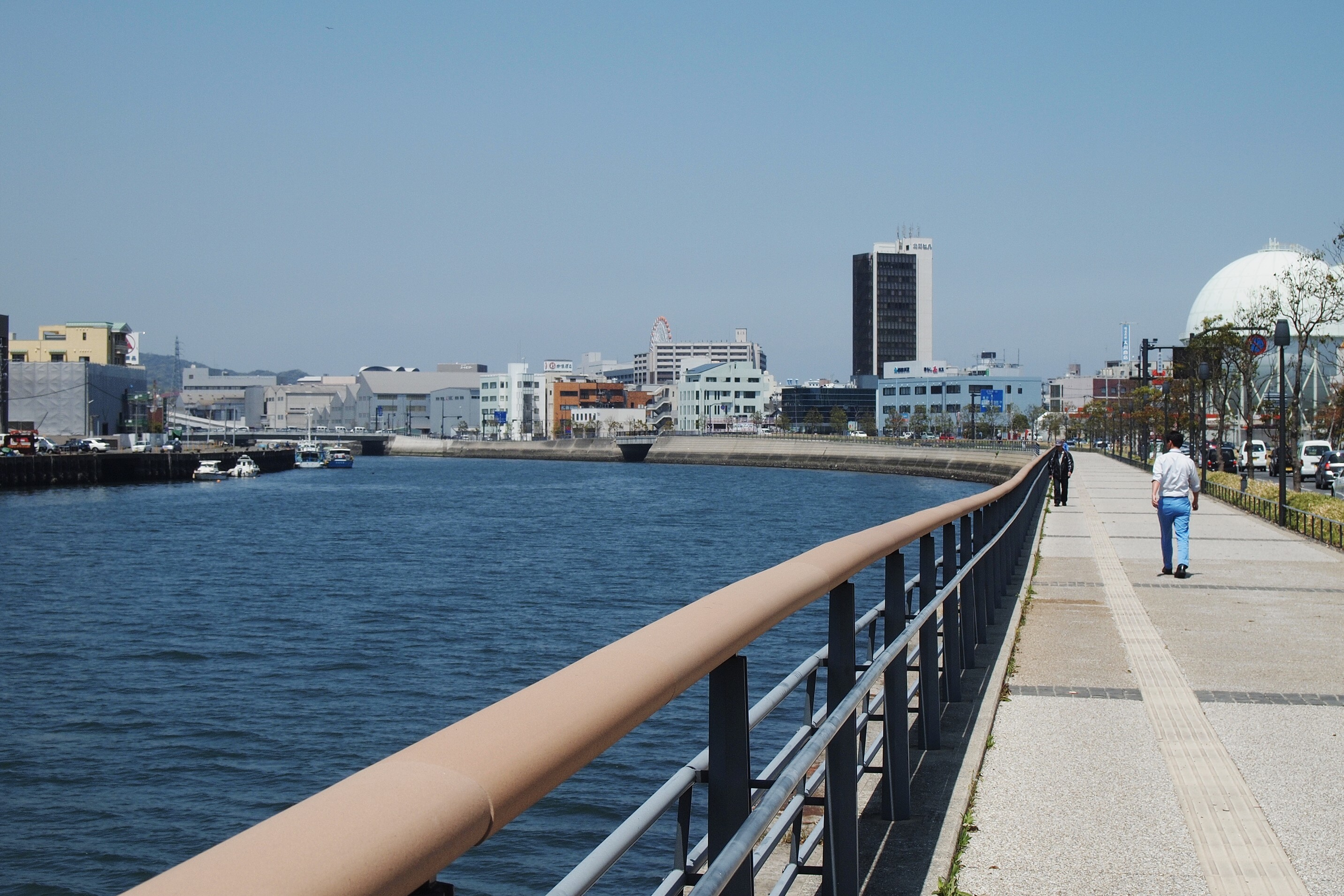
浦上川河口

沿着狭窄的山谷和冲积平原，居民点、住宅区、工商业区和公共设施在浦上川沿岸逐渐发展起来。作为流经长崎市市区的主要河流，浦上川在流域面积、河道长度及纵断坡度方面均具有较大规模，且坡度相对平缓，属于典型的城市河流。浦上川流域具备长崎市副都心性的特征，是该市社会经济发展的基础支撑。长崎县道45号和长崎绕行线与上游平行，国道206号、国道202号、长崎本线和长崎电车与下游平行。各处都有桥梁，其中下游的大桥、下大桥、竹岩桥、梁川桥、稻佐桥和旭大桥等桥梁对城市交通尤为重要。
浦上川上游地势陡峭，主要为照叶林等常绿阔叶林，还有源氏萤火虫栖息地。缓坡的丘陵地带则为农田和果园。中下游已城镇化，但面向道路的河岸种植着樱花和柳树。浦上川的主要鱼类有吻虾虎鱼、特氏东瀛鲤和尖头鱥。浦上川的中上游是休闲垂钓和戏水场所，下游则是当地居民散步、慢跑以及祈祷世界和平、悼念原子弹爆炸遇难者等活动的场所。
浦上川的水还用于饮用水和农业用水。水质标准为E级（10毫克/升以下）。1994年至1998年，同一地点的平均BOD 75%值为12.5毫克/升，高于环境标准，但近年来有所改善。此外，上游的川平取水堰和浦上水源池的水质标准为B级（3毫克/升以下），符合该标准。

### 支流
- 三川川 - 从帆场岳（海拔506米）西侧向西北流，在三川町处汇合。
- 大井手川 - 从市内西北部岩屋山（海拔475米）北侧向东南流，经道之尾、女之都、浦上水源地汇入。虽然河段较短，但流经长与町。
- 城山川 - 从稻佐山（海拔333米）东北侧向东流动，在大桥处汇合。

## 历史
長崎港的港湾深入内陆，因此被称为深江浦，而浦上这个名称则是因为该地区位于浦之上而得名。浦上地区的开垦始于1730年。明治时代，在1897年至1904年第二次长崎港整治工程中，从浦上新田到大黑町一带开垦，形成了现在的浦上川下游的河道形态。
1945年8月9日，原子弹“胖子”在浦上地区投下，许多受害者到河里取水。原子弹爆炸中心附近已被开发为和平公园。
1982年，在长崎大水灾期间，这条河与中岛川一起泛滥，造成了巨大的破坏，因此大部分流域都建有堤坝。许多支流也建有三面护岸或涵洞。